# Rajākol
Rajākol är en ort i Iran.   Den ligger i provinsen Gilan, i den nordvästra delen av landet, 250 km nordväst om huvudstaden Teheran. Antalet invånare är 328.
Terrängen runt Rajākol är mycket platt, och sluttar norrut. Runt Rajākol är det tätbefolkat, med 659 invånare per kvadratkilometer. Närmaste större samhälle är Rasht, 8,7 km sydost om Rajākol. Trakten runt Rajākol består till största delen av jordbruksmark.